# Jean-Jacques Burlamaqui
Jean-Jacques Burlamaqui (Ginevra, 24 giugno 1694 – Ginevra, 3 aprile 1748) è stato un filosofo, giurista e scrittore svizzero di lingua francese, noto per aver divulgato numerose idee di altri pensatori nel campo della filosofia del diritto naturale.

## Biografia
Jean-Jacques Burlamaqui nacque a Ginevra il 24 giugno 1694 da una famiglia borghese originaria della Repubblica di Lucca, i Burlamacchi.

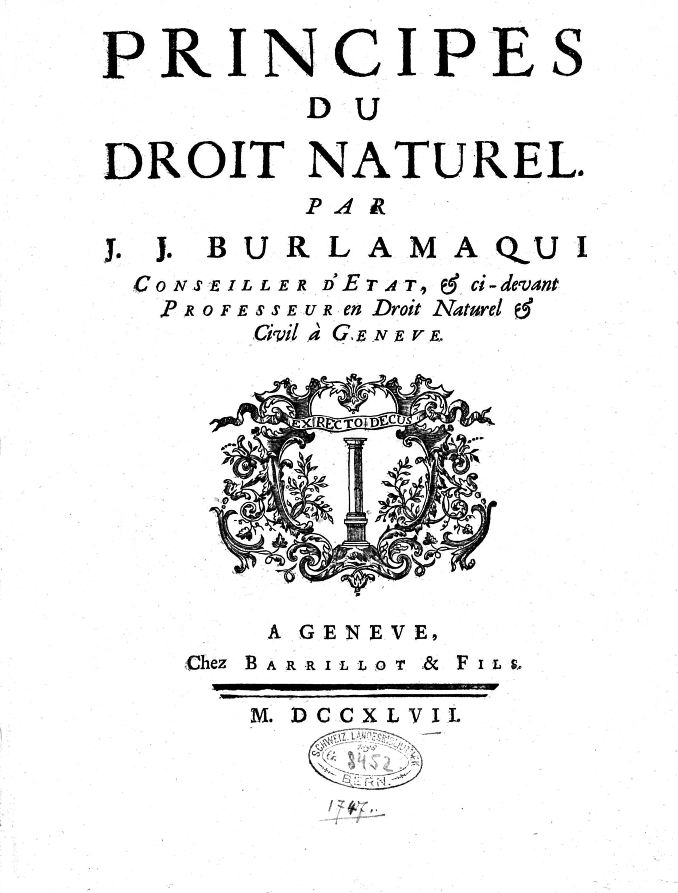
Il frontespizio dei Principi di diritto naturale, 1747.

Venne nominato professore onorario di filosofia morale e diritto naturale all'università della città all'età di 26 anni, dopo una brillante carriera di studi. Prima di assumere l'incarico viaggiò in Francia e in Inghilterra, entrando in contatto con alcuni dei più eminenti autori del periodo tra cui in particolare Jean Barbeyrac..
Al suo ritorno, nel 1723, cominciò a tenere delle lezioni di diritto e si guadagnò in breve tempo una considerevole reputazione per la semplicità del suo stile e per la precisione delle sue spiegazioni e interpretazioni. Continuò a tenere i suoi corsi per 15 anni, finché la debolezza della sua salute lo costrinse a dimettersi dalla sua posizione. Venne allora eletto membro del consiglio di Stato di Ginevra, ruolo nel quale venne molto apprezzato dai suoi concittadini per la sua saggezza pratica, acuta quanto la sua capacità di speculazione teoretica. Appassionato di arte, nel corso della sua vita riunì una collezione di tavole e stampe considerata tra le più belle di Ginevra. Sempre a Ginevra morì il 3 aprile 1748, all'età di 53 anni.

## Opere

Principii del diritto naturale, 1797 (Fondazione Mansutti, Milano).

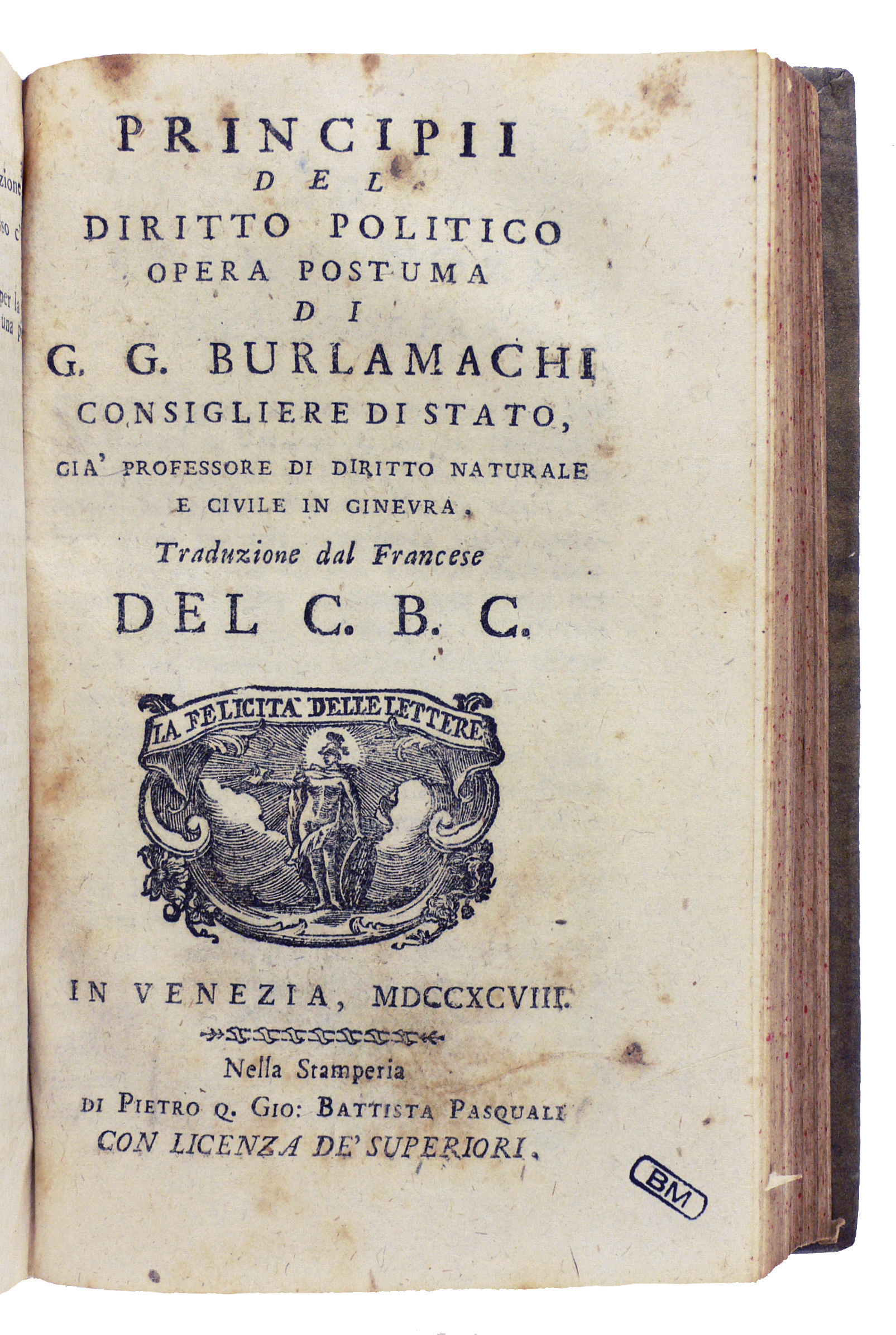
Principii del diritto politico, 1798 (Fondazione Mansutti, Milano).

Le principali opere di Burlamaqui furono i Principi di diritto naturale (Principes du droit naturel, 1747) e i Principi di diritto politico (Principes du droit politique, 1751); i Principi di diritto naturale e politico (Principes du droit naturel et politique), che riunivano i due testi precedenti, vennero pubblicati nel 1763. Essi, ristampati in numerose edizioni, vennero ampiamente utilizzati come libri di testo in virtù della chiarezza espositiva e della razionale organizzazione del materiale trattato. Il principio fondamentale alla base delle opere di Burlamaqui è una forma di utilitarismo che costituisce per molti versi un compendio del pensiero di alcuni teorici di simili vedute, tra cui in particolare Richard Cumberland e Ugo Grozio. Un'altra importante influenza su Burlamaqui fu quella di Samuel von Pufendorf, il primo teorico del giusnaturalismo; dalle sue teorie Burlamaqui sviluppò la concezione dell'uomo come un essere non solamente sensibile ma intelligente e morale, dotato soprattutto di un "senso morale" che non costituisce altro che l'applicazione dell'universale "buon senso" alle questioni dell'etica; la fondazione del diritto ha per lui un carattere strettamente filosofico e razionale, e non teologico o religioso: non ha cioè a che fare tanto con la volontà divina quanto con l'intima natura dell'uomo, dalla quale soltanto bisogna dedurre i principi della legge. Lo Stato, per esempio, non viene concepito come fondato da un intervento divino, ma come il risultato di un contratto sociale stipulato dai suoi membri.
I trattati di Burlamaqui sul diritto naturale e sul diritto politico ebbero grande diffusione: i Principes du droit naturel et politique vennero tradotti in 6 lingue (oltre l'originale francese) e ristampati in un totale di 60 edizioni. La sua concezione costituzionalista influenzò significativamente i Padri fondatori degli Stati Uniti d'America: la sua visione del principio della separazione dei poteri (che avrebbe influenzato il sistema di checks and balances, "controlli e contrappesi", degli Stati Uniti) è considerata decisamente più sofisticata e pratica rispetto a quella di Montesquieu, in parte perché quella di Burlamaqui prevedeva un embrione di revisione giudiziaria (judicial review); inoltre, le opere di Burlamaqui vennero spesso citate o parafrasate nei comizi politici statunitensi dell'era immediatamente precedente la Rivoluzione americana. Fu il primo filosofo a considerare la ricerca della felicità come un diritto umano, secondo un principio che Thomas Jefferson avrebbe riaffermato nella Dichiarazione di indipendenza degli Stati Uniti.
La descrizione di Burlamaqui dei paesi europei come formanti «una sorta di repubblica i cui membri, indipendenti ma legati dal comune interesse, si uniscono per mantenere l'ordine e la libertà» venne ripresa da Michel Foucault nel suo ciclo di lezioni del 1978 al Collège de France, nel contesto di una discussione sulla diplomazia e il diritto internazionale.

### Edizioni
- (FR) Principes du droit naturel, Genève, Claude Philibert & Antoine Philibert, 1762.